# Memphis Jug Band
Le Memphis Jug Band est un groupe de musique populaire américaine, en activité entre la fin des années 1920 et le milieu des années 1930.
À l’origine, la tradition du jug band se développe essentiellement à Louisville (État du Kentucky) et ses alentours. Apparus vers 1905, les premiers jug bands sont appréciés autant des Noirs que des Blancs. Leur répertoire est un mélange d’airs à la mode, de blues et de ragtime, joués principalement à la guitare et au violon, ce qui les différencie des orchestres de jazz à cuivres qui prédominent alors.
Au début du XXe siècle, Memphis (Tennessee) constitue le cœur du sud palpitant, et son artère principale, Beale Street, avec ses cabarets, ses maisons de jeu et ses bordels, est le lieu de débauche favori des Noirs.
Fondateur du Memphis Jug Band, Will Shade (chant, harmonica) avait d'abord accompagné des caravanes de medicine show, spectacles itinérants mêlant la vente de remèdes miracles avec des sketches loufoques, tours de prestigitation, cracheurs de feu, dresseurs de serpents ou de puces savantes, exhibition de monstres, le tout agrémenté de chansons et de danses.
Au gré des circonstances, le Memphis Jug Band, constitué autour de Shade, Charlie Burse (chant, guitare, mandoline, ukulele) et Jab Jones (chant, cruche, piano), s’adjoint d’autres musiciens de rue, locaux ou de passage, parmi lesquels les plus prestigieux sont Furry Lewis et Memphis Minnie.
Beaucoup d’entre eux se retrouvaient dans un parc célèbre de Memphis, surnommé Handy’s Park, lieu d’émulation pour les musiciens venus de tout le sud des États-Unis, qui se transmettaient mutuellement leurs répertoires et dont les plus chanceux pouvaient se faire de copieux pourboires, surtout le week-end.
Le Memphis Jug Band est l’orchestre qui avait le plus de succès dans ce parc et sur Beale Street. Jab Jones, par ailleurs un buveur invétéré, était considéré comme le meilleur joueur de cruche (jug, en anglais) de Memphis, et il brillait aussi par l’originalité de son jeu de piano.